# Marco Reus
Marco Reus (phát âm tiếng Đức: [ˈmaʁkoː ˈʁɔʏs]; sinh ngày 31 tháng 5 năm 1989) là một cầu thủ bóng đá chuyên nghiệp người Đức hiện đang thi đấu ở vị trí tiền vệ tấn công hoặc tiền vệ cánh cho câu lạc bộ MLS LA Galaxy. Anh nổi tiếng nhờ lối chơi giàu tính linh hoạt, tốc độ và kỹ thuật xử lý bóng tốt trên sân.
Reus bắt đầu sự nghiệp thi đấu ở đội trẻ của Borussia Dortmund, trước khi chuyển đến chơi cho Rot Weiss Ahlen. Anh đã từng chơi cho 3 câu lạc bộ chuyên nghiệp, trong đó nổi bật và có tầm ảnh hưởng nhất là tại Borussia Mönchengladbach. Ở đây, Reus chơi chủ yếu ở hành lang cánh trái; Tuy nhiên, Reus cũng có khả năng chơi ở cánh phải và từ trung lộ, do có khả năng kiểm soát bóng tốt bằng cả hai chân. Năm 2012 là mùa giải thành công nhất của Reus khi anh ghi được 18 bàn và giúp đội bóng đảm bảo một vị trí tại UEFA Champions League mùa giải tiếp theo. Sau đó Reus đã đồng ý chuyển sang câu lạc bộ đầu đời Borussia Dortmund vào cuối mùa giải năm đó. Anh mặc số 11 tại Dortmund.
Tại Dortmund, Reus đã giành được Siêu cúp Đức 2013, cũng như danh hiệu cầu thủ xuất sắc nhất năm của Đức 2012 và được chọn vào đội hình của năm do UEFA bầu chọn năm 2013. Huyền thoại Franz Beckenbauer từng nói về Reus, cùng với Mario Götze, rằng: "...không có bộ đôi nào trong quá khứ tốt hơn và sung mãn hơn Reus và Gotze." Trong năm 2013, Reus được xếp hạng là cầu thủ bóng đá xuất sắc thứ 4 ở châu Âu bởi Bloomberg.

## Sự nghiệp

### Rot Weiss Ahlen
Reus bắt đầu chơi bóng đá cho quê hương của mình là câu lạc bộ Post SV Dortmund vào năm 1994 và gia nhập đội trẻ của Borussia Dortmund vào năm 1996. Anh chơi cho Borussia Dortmund cho đến khi rời đội U-19 của Rot Weiss Ahlen vào mùa hè năm 2006. Trong năm đầu tiên ở đó, anh ấy chơi ở vị trí tiền vệ tấn công và được ra sân trong 6 trận cho đội hai của câu lạc bộ, đội đã chơi ở giải Westphalia vào thời điểm đó. Reus đã ghi một bàn thắng trong 2 trận đấu đầu tiên. Năm sau, anh được lên đội một của Ahlen, đang chơi ở giải hạng ba Đức khi đó. Anh ra sân 16 trận trong mùa giải đó, trong đó có hai lần đá chính. Vào mùa 2008–09, khi mới 19 tuổi, anh đã có bước đột phá rõ ràng với tư cách là một cầu thủ bóng đá chuyên nghiệp, chơi 27 trận và ghi được 4 bàn thắng

### Borussia Mönchengladbach
Vào ngày 25 tháng 5 năm 2009,  Reus ký hợp đồng 4 năm với câu lạc bộ Bundesliga Borussia Mönchengladbach. Ngày 28 tháng 8 năm 2009, anh ghi bàn thắng đầu tiên tại Bundesliga trong trận gặp Mainz 05 sau khi dẫn bóng 50m, và sau đó trở thành cầu thủ ghi bàn nhiều nhất cho câu lạc bộ của mình dưới thời huấn luyện viên Lucien Favre.
Vào ngày 20 tháng 8 năm 2010, Reus ghi cú đúp đầu tiên tại Bundesliga trong trận thua cuối cùng trước Mainz 05.
Vào đầu mùa giải 2011–12 , Reus bắt đầu mùa giải với phong độ tốt, ghi 10 bàn sau 13 trận đầu tiên, bao gồm cả hat-trick đầu tiên ở Bundesliga trong chiến thắng 5–0 trước Werder Bremen vào ngày 19 tháng 11. Hợp đồng của anh với Gladbach sẽ hết hạn vào năm 2015 và được cho là có điều khoản mua đứt trị giá 18 triệu euro. Reus đề cập rằng hình mẫu của anh ấy là Tomáš Rosický.

### Borussia Dortmund

#### Mùa giải 2012-13
Vào ngày 4 tháng 1 năm 2012, Reus ký hợp đồng với câu lạc bộ cũ Borussia Dortmund với mức phí chuyển nhượng 17,1 triệu euro trong hợp đồng 5 năm. Anh nói về vụ chuyển nhượng của mình rằng: "Tôi đã quyết định thực hiện bước tiếp theo trong mùa giải tới. Tôi muốn chơi cho một câu lạc bộ có thể thách thức chức vô địch và đảm bảo cho tôi suất dự Champions League. Tôi nhìn thấy cơ hội của Dortmund."  Reus chính thức tái gia nhập Dortmund vào ngày 1 tháng 7. Trong trận ra mắt giải đấu của Reus với Dortmund vào ngày 24 tháng 8, anh đã ghi một bàn thắng giúp đội bóng mới của anh giành chiến thắng 2-1 trước Werder Bremen.  Vào ngày 29 tháng 9, Reus ghi hai bàn thắng cho Dortmund trong trận thắng 5–0 trước câu lạc bộ cũ Mönzhengladbach, đưa nhà vô địch lên đầu bảng Bundesliga sau sáu trận.
Vào ngày 3 tháng 10, trong trận đấu thứ hai tại UEFA Champions League của Reus, anh đã mở tỷ số giúp Dortmund có được trận hòa 1-1 trước Manchester City. Sau đó, anh mở tỷ số trong trận hòa 2–2 với Real Madrid tại sân vận động Santiago Bernabéu vào ngày 6 tháng 11, một cú vô lê ngoạn mục sau cú sút xuống của đồng đội Robert Lewandowski. Trong trận đấu tiếp theo của Dortmund tại Champions League, vào ngày 21 tháng 11, Reus ghi bàn thắng mở tỷ số trong trận thua 4–1 trước Ajax tại Johan Cruyff Arena, đảm bảo suất vào vòng 16 đội
Vào ngày 16 tháng 2 năm 2013, Reus đã lập một hat-trick trong trận Dortmund đánh bại Eintracht Frankfurt. Vào ngày 9 tháng 4 năm 2013, Reus ghi bàn thắng quan trọng ở phút bù giờ trong màn lội ngược dòng ngoạn mục ở phút bù giờ trước Málaga ở trận tứ kết lượt về của Champions League. Dortmund thắng trận với tỷ số 3-2 và đi tiếp, nơi họ đánh bại Real Madrid với tổng tỷ số 4–3 tại bán kết để vào chung kết. Vào ngày 11 tháng 5, Reus ghi một cú đúp muộn vào lưới Wolfsburg để giúp Dortmund cầm hòa trận đấu sau khi bị dẫn trước hai bàn. Trong trận chung kết với Bayern Munich, anh đã kiếm được một quả phạt đền cho Dortmund sau khi bị Dante phạm lỗi , sau đó İlkay Gündoğan đã ghi bàn từ quả phạt đền, nhưng Bayern đã vô địch nhờ bàn thắng ở phút cuối của Arjen Robben.

#### Mùa giải 2013-14

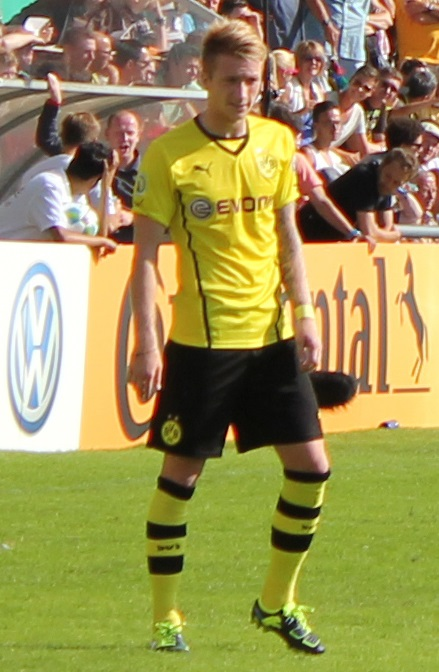
Reus chơi cho Borussia Dortmund vào năm 2013

Vào ngày 27 tháng 7 năm 2013, trong trận Siêu cúp Đức 2013 gặp Bayern Munich, Reus ghi một cú cho Dortmund giúp đội bóng nâng chiếc cúp vô địch. Vào ngày 18 tháng 8, Reus thực hiện một quả đá phạt đền thành bàn khi Dortmund đánh bại Eintracht Braunschweig 2–1 tại Signal Iduna Park trong trận đấu thứ hai của mùa giải 2013–14 của Dortmund. Sau đó, anh ghi một cú đúp vào lưới SC Freiburg, một bàn từ chấm phạt đền, và bắt đầu mùa giải với phong độ ấn tượng. Reus đã xác nhận anh sẽ là người thực hiện quả phạt đền cho Dortmund trong mùa giải, mặc dù giành được quả phạt đền trước 1860 Munich ở DFB Pokal, anh đã cho phép đồng đội Pierre-Emerick Aubameyang thực hiện quả phạt đền, đưa Borussia Dortmund vào vòng tiếp theo của giải đấu. Vào ngày 1 tháng 11, Reus ghi bàn thắng cho Dortmund trong chiến thắng 6–1 trước VfB Stuttgart.
Vào ngày 25 tháng 2 năm 2014, Reus ghi bàn trong chiến thắng 4–2 cho Dortmund trước Zenit Sankt Peterburg ở trận lượt đi vòng 16 đội tại UEFA Champions League. Vào ngày 29 tháng 3, anh ghi một hat-trick trong chiến thắng 3–2 cho Dortmund trước Stuttgart ở Bundesliga. Vào ngày 8 tháng 4, Reus ghi hai bàn trong trận lượt về của Dortmund thắng 2–0 trước Real Madrid, dù vậy Dortmund cuối cùng đã bị loại khỏi giải đấu sau khi thua chung cuộc 2-3. Reus kết thúc mùa giải với 23 bàn thắng và 18 đường kiến tạo trên mọi đấu trường.

#### Mùa giải 2014-15

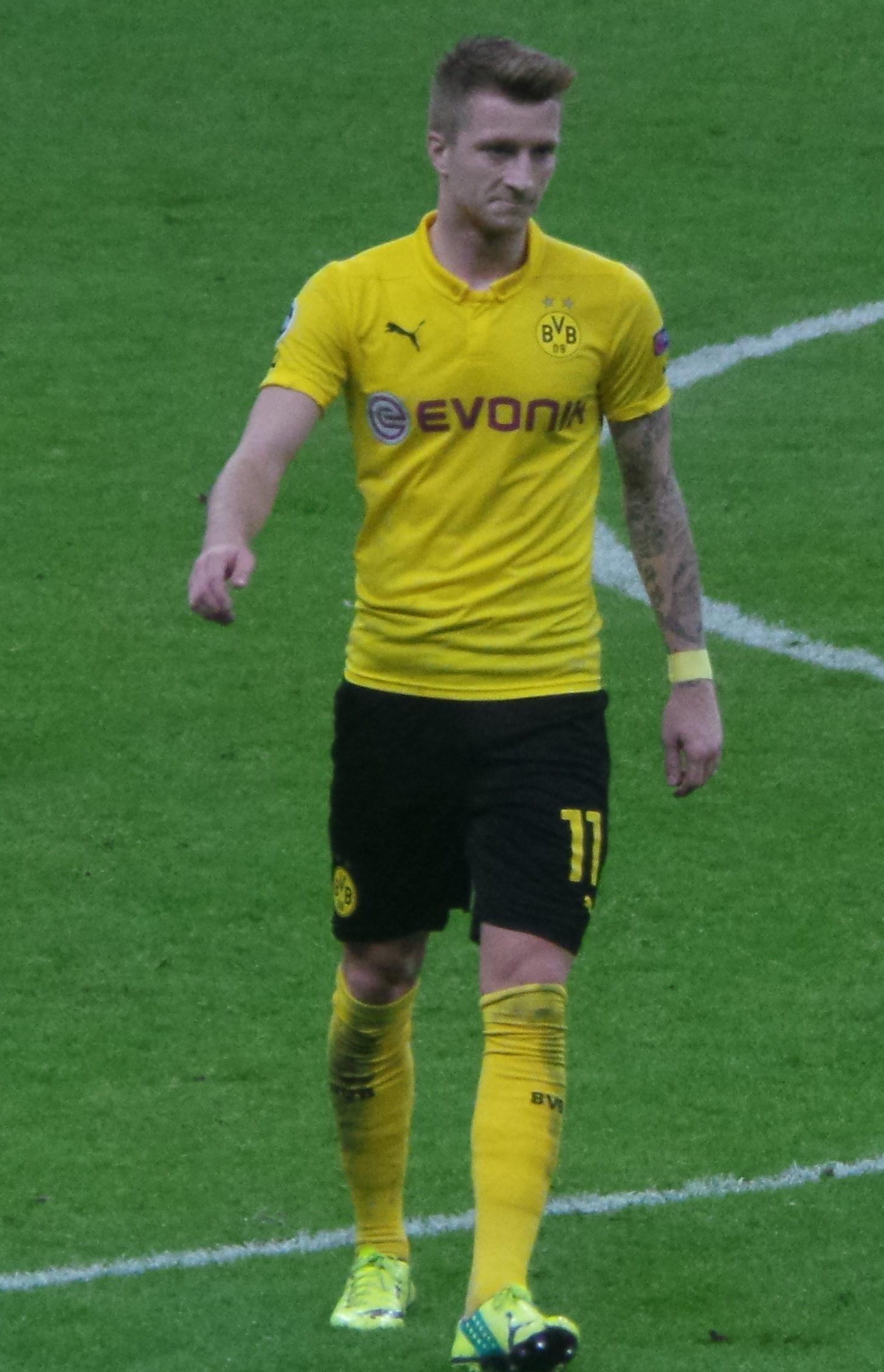
Reus chơi cho Borussia Dortmund vào năm 2014

Trong trận đấu thứ hai của Bundesliga 2014–15 gặp Augsburg, Reus ghi một bàn và kiến tạo một bàn khác. Dortmund đã giành chiến thắng với tỷ số 3–2.  Vào tháng 9 năm 2014, anh được chẩn đoán chấn thương mắt cá chân. Vào ngày 22 tháng 10, sau khi trở lại sau chấn thương, Reus đã đóng góp một bàn thắng và kiến tạo trong chiến thắng 4–0 ở vòng bảng Champions League trước Galatasaray. Vào ngày 1 tháng 11, anh ghi bàn thắng duy nhất cho Dortmund trong trận thua 2-1 trên sân khách trước đối thủ Bayern Munich.
Bất chấp những lo ngại về chấn thương trước đó, Reus vẫn thi đấu trận với SC Paderborn vào ngày 22 tháng 11 và ghi bàn một bàn. Tuy nhiên, anh bị một chấn thương trong hiệp hai, sau đó Paderborn gỡ hòa với tỷ số chung cuộc 2–2. Chấn thương khiến anh phải nghỉ thi đấu cho đến tháng 1 năm 2015. Vào ngày 10 tháng 2, Reus ký gia hạn hợp đồng với Dortmund, giữ anh ở lại câu lạc bộ cho đến năm 2019.

##### Mùa giải 2015-16
Vào ngày 5 tháng 8 năm 2015, Reus ghi một bàn thắng trong chiến thắng 5–0 của Borussia Dortmund trước Wolfsberger AC để tiến vào vòng play-off Europa League 2015–16. Vào ngày 15 tháng 8, anh mở màn mùa giải 2015–16 với một bàn thắng và một pha kiến tạo trong chiến thắng 4–0 trên sân nhà trước câu lạc bộ cũ Borussia Mönchenladbach. Vào ngày 28 tháng 8, anh ghi một hat-trick trong chiến thắng 7–2 trên sân nhà trước Odds BK để giành quyền tham dự UEFA Europa League 2015–16.
Vào ngày 20 tháng 4 năm 2016, Reus là một trong ba cầu thủ ghi bàn khi Borussia giành chiến thắng 3–0 trên sân khách trước Hertha BSC trong trận bán kết DFB-Pokal. Anh kết thúc mùa giải 2015–16 với tổng cộng 23 bàn thắng và 8 pha kiến tạo sau 43 lần ra sân.

#### Mùa giải 2016-17
Sau khi phải ngồi ngoài vì chấn thương, Reus đã trở lại vào ngày 22 tháng 11 năm 2016. Anh ghi hai bàn và kiến tạo một lần trong chiến thắng lịch sử 8–4 ở vòng bảng Champions League trước Legia Warszawa. Vào ngày 3 tháng 12, anh kiến tạo ba bàn thắng trong chiến thắng 4–1 của họ trước câu lạc bộ cũ Borussia Mönchenladbach. Bốn ngày sau, Reus ghi bàn trong trận hòa 2–2 trước Real Madrid; Dortmund sau đó tiến vào vòng 16 với tư cách là đội nhất bảng F, trước Madrid. Vào ngày 10 tháng 12, Reus tiếp tục phong độ ghi bàn của mình với bàn gỡ hòa muộn trong trận hòa 1-1 của Dortmund với 1. FC Köln.
Trong trận chung kết DFB-Pokal 2017, Reus bị rách một phần dây chằng chéo trước và được thay ra sau giờ nghỉ giải lao. Dortmund tiếp tục giành chiến thắng trong trận đấu, mang về cho Reus chiếc cúp lớn đầu tiên.

#### Mùa giải 2017-18
Vào ngày 10 tháng 2 năm 2018, Reus đã bình phục chấn thương dây chằng và trở lại trong trận gặp Hamburg ở Bundesliga. Reus ghi bàn thắng đầu tiên kể từ khi trở lại sau chấn thương và là bàn thắng duy nhất trong trận đấu với câu lạc bộ cũ Borussia Mönchenladbach trong chiến thắng 1–0.  Reus ghi bàn thắng duy nhất cho Dortmund trong hai trận đấu liên tiếp trước Augsburg và RB Leipzig, trong đó cả hai trận đấu đều kết thúc với tỷ số hòa 1-1. Vào ngày 9 tháng 3, Reus gia hạn hợp đồng với câu lạc bộ đến ngày 30 tháng 6 năm 2023. Vào ngày 21 tháng 4, Reus ghi hai bàn trong chiến thắng 4–0 trước Bayer Leverkusen, nơi anh cũng sút hỏng một quả phạt đền. Vào ngày 29 tháng 4, Reus ghi bàn ở phút thứ 19 trong trận hòa 1-1 của Dortmund với Werder Bremen. Vào ngày 12 tháng 5, Reus ghi bàn thắng duy nhất cho đội trong trận thua 3-1 của Dortmund trước Hoffenheim. Reus kết thúc mùa giải với 7 bàn thắng sau 15 lần ra sân trên mọi đấu trường.

#### Mùa giải 2018-19
Trước khi bắt đầu mùa giải 2018–19, Reus được huấn luyện viên Lucien Favre phong làm đội trưởng câu lạc bộ. Vào ngày 21 tháng 8 năm 2018, Reus ghi bàn thắng quyết định trong hiệp phụ để giúp đội bóng của anh giành chiến thắng 2-1 trước SpVgg Greuther Fürth trong trận đấu ở vòng đầu tiên DFB-Pokal. Reus ghi bàn thắng ở phút 90, đây là bàn thắng thứ 100 của anh tại Bundesliga khi Dortmund đánh bại RB Leipzig với chiến thắng 4–1.  Vào ngày 27 tháng 9, anh ghi hai bàn thắng, trong đó có bàn thắng thứ 100 cho Borussia Dortmund trên mọi đấu trường trong chiến thắng 7–0 trước 1. FC Nürnberg.
Vào ngày 10 tháng 11 năm 2018, anh ghi bàn trong hiệp hai trận đấu của Der Klassiker trước Bayern Munich khi Dortmund lội ngược dòng giành chiến thắng 3–2. Trận đấu giúp Dortmund đứng đầu bảng Bundesliga, hơn Bayern Munich 7 điểm. Reus kết thúc mùa giải với 21 bàn thắng và 14 đường kiến tạo trên mọi đấu trường, và được bầu chọn là Cầu thủ xuất sắc nhất năm 2019 của Đức.

###### 2019-2024

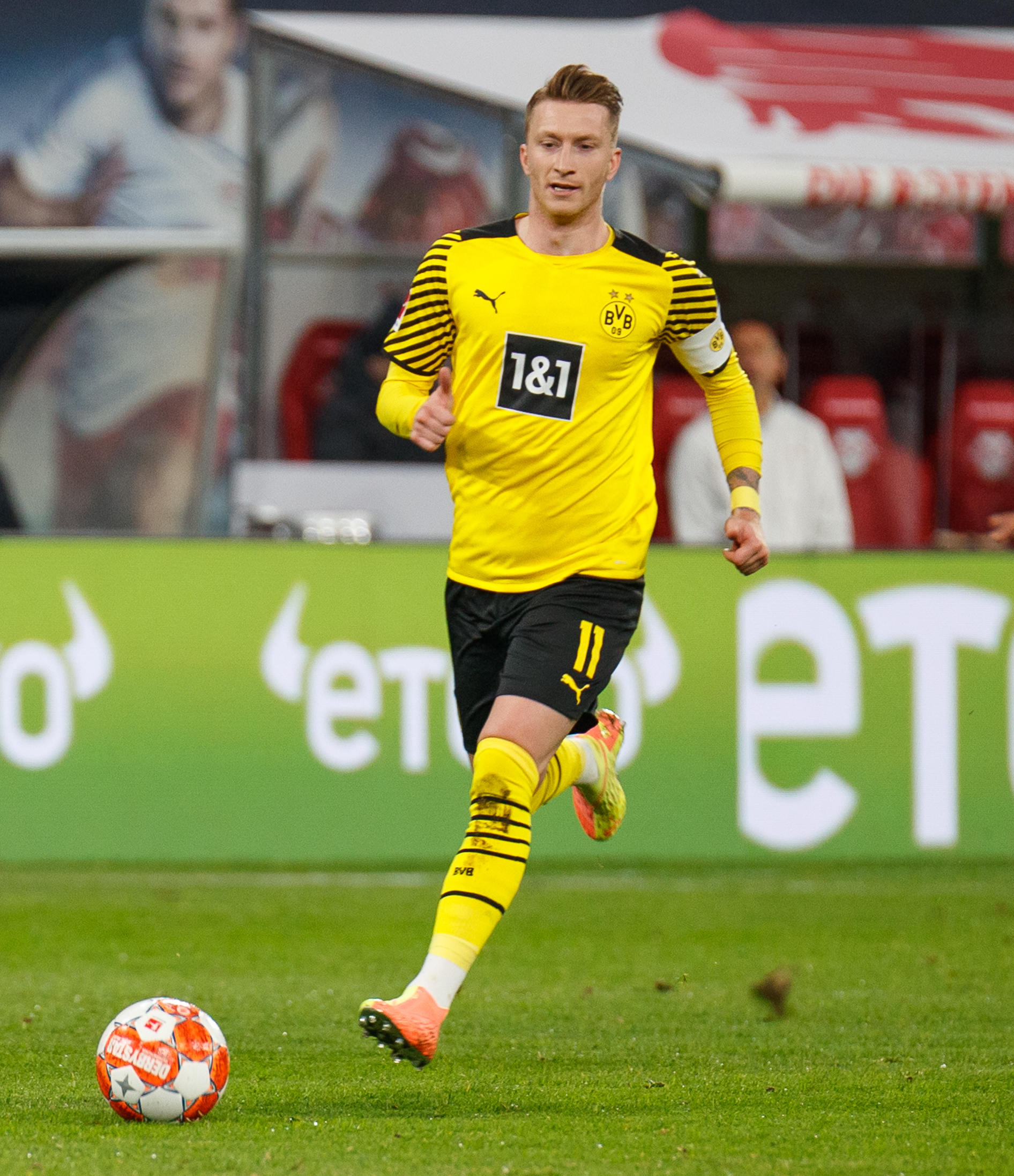
Reus chơi cho Borussia Dortmund vào năm 2021

Tính đến tháng 2 năm 2020, Reus có 26 lần ra sân trên mọi đấu trường, trong đó ghi được 12 bàn thắng. Tuy nhiên, chấn thương cơ khiến anh phải nghỉ thi đấu trong phần còn lại của mùa giải.
Vào ngày 6 tháng 4 năm 2021, Reus ghi bàn trong trận thua 1-2 trước Manchester City ở tứ kết UEFA Champions League 2020–21, để trở thành cầu thủ ghi nhiều bàn thắng nhất mọi thời đại của Dortmund tại Champions League với 18 bàn thắng. Vào ngày 13 tháng 2 năm 2022, Reus ghi bàn thắng thứ 150 cho Borussia Dortmund trên mọi đấu trường trong chiến thắng 3–0 trước Union Berlin.
Vào ngày 3 tháng 3 năm 2023, Reus ghi bàn trong chiến thắng 2-1 trước RB Leipzig, để trở thành cầu thủ ghi bàn nhiều thứ hai mọi thời đại cho Borussia Dortmund cùng với Michael Zorc với 159 bàn thắng. Vào ngày 18 tháng 3, anh ghi một cú đúp trong chiến thắng 6–1 trước 1. FC Köln, để đạt được bàn thắng thứ 150 tại Bundesliga, và trở thành cầu thủ ghi nhiều bàn thắng thứ hai cho câu lạc bộ của anh với 161 bàn thắng, chỉ sau Alfred Preissler với 177 bàn thắng. Vào ngày 27 tháng 4, Reus ký gia hạn hợp đồng thêm một năm đến năm 2024.
Vào ngày 6 tháng 7 năm 2023, Reus thông báo rằng anh sẽ từ chức đội trưởng câu lạc bộ cho mùa giải 2023–24 . Vào ngày 4 tháng 11 năm 2023, Reus chơi trận thứ 400 cho Borussia Dortmund trên mọi đấu trường trong trận Der Klassiker gặp Bayern Munich, trở thành cầu thủ thứ sáu đạt được cột mốc này, chỉ sau Michael Zorc, Mats Hummels, Roman Weidenfeller, Stefan Reuter và Lars Ricken. Trận đấu kết thúc với tỷ số thua 0-4, dù vậy Reus được khen ngợi về màn trình diễn của mình. Vào ngày 3 tháng 5 năm 2024, Reus tuyên bố rời Dortmund vào cuối mùa giải, sau khi hai bên quyết định không gia hạn hợp đồng, báo hiệu sự kết thúc 12 năm ở lại câu lạc bộ. Vào vòng đấu cuối cùng của mùa giải 2023–24 tại Bundesliga, anh ghi một bàn thắng từ quả đá phạt trực tiếp và kiến tạo trong chiến thắng 4–0 trước Darmstadt tại Signal Iduna Park.

## Sự nghiệp quốc tế

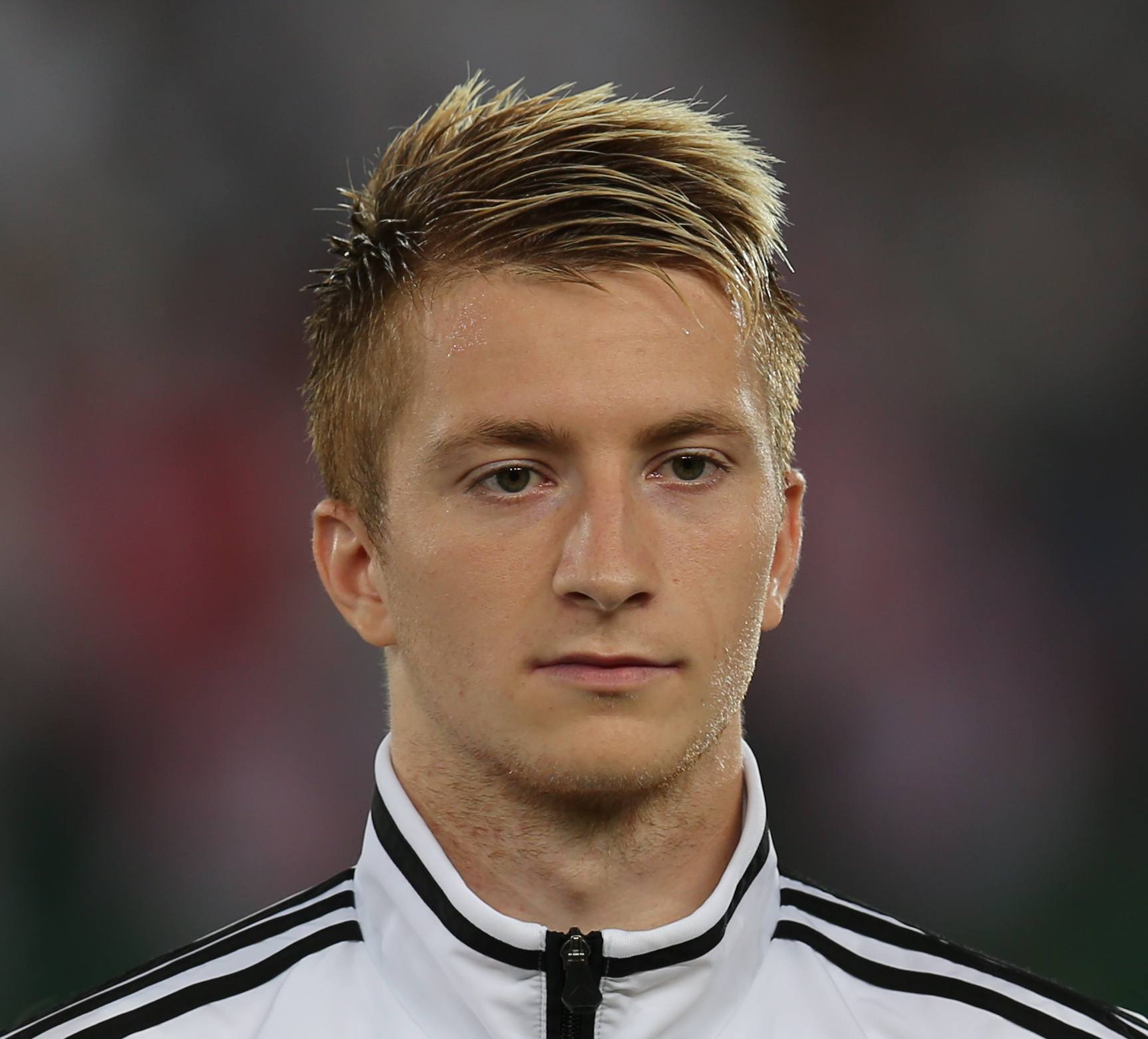
Reus với Đức vào năm 2012

Reus được gọi vào đội tuyển U-21 Đức vào tháng 8 năm 2009 và xuất hiện lần đầu tiên trong một trận đấu giao hữu với Thổ Nhĩ Kỳ vào ngày 11 Tháng 8 năm 2009. Ngày 6 Tháng 5 năm 2010, anh đã được gọi vào đội tuyển quốc gia Đức cho một trận đấu giao hữu với Malta vào ngày 14 tháng 5 năm 2010. Tuy nhiên, ngày 11 tháng 5 năm 2010 anh đã phải rút lui khỏi đội hình do chấn thương chân trong trận cuối tại mùa bóng Bundesliga với Bayer Leverkusen. Ngày 7 Tháng 10 năm 2011, anh đá lần đầu tiên cho đội tuyển Đức trong trận đấu vòng loại giải Euro 2012 với Thổ Nhĩ Kỳ.
Reus trở thành nhân tố chính của đội dưới thời Joachim Löw trong chiến dịch vòng loại World Cup 2014, ghi 5 bàn và ghi 3 pha kiến tạo trong 6 trận đấu.  Anh có tên trong đội tuyển Đức tham dự vòng chung kết World Cup, nhưng cuối cùng buộc phải rút lui sau khi dính chấn thương mắt cá trong trận thắng 6–1 của đội trước Armenia vào ngày 6 tháng 6. Reus đã trở lại trong trận giao hữu đầu tiên sau World Cup của Đức với Argentina vào ngày 3 tháng 9 năm 2014. Tuy nhiên, nhà vô địch thế giới đã bị đánh bại 4–2 trước đội mà họ đã đánh bại trong trận chung kết World Cup hai tháng trước đó.
Trong vòng loại UEFA Euro 2016, Reus đã có bốn lần ra sân, ghi một bàn trong trận thua 2–0 trước Georgia ở Tbilisi nhưng không được chọn tham gia giải đấu sau khi bị chấn thương háng.
World Cup 2018, anh đã được gọi vào đội tuyển quốc gia Đức tham gia World Cup đầu tiên sau những lần chấn thương của mình. Tại giải này, anh chỉ có được một bàn thắng trong trận thắng 2-1 trước Thụy Điển. Đáng tiếc, năm 2018 đội tuyển Đức bị loại ngay tại vòng bảng sau trận thua 0-2 trước Hàn Quốc.
Vào tháng 5 năm 2021, Reus thông báo quyết định không tham dự UEFA Euro 2020 bị hoãn do mệt mỏi sau mùa giải.
Vào tháng 11 năm 2022, Reus được miễn khỏi đội tuyển tham dự FIFA World Cup 2022 của Hansi Flick do chấn thương mắt cá chân khiến anh không thể bình phục kịp thời.

## Thống kê

### Câu lạc bộ
Tính đến 7 tháng 12 năm 2024
| Câu lạc bộ               | Mùa giải            | Giải đấu            | Giải đấu | Giải đấu | DFB-Pokal | DFB-Pokal | Châu lục | Châu lục | Khác | Khác | Tổng cộng | Tổng cộng |
| Câu lạc bộ               | Mùa giải            | Hạng đấu            | Trận     | Bàn      | Trận      | Bàn       | Trận     | Bàn      | Trận | Bàn  | Trận      | Bàn       |
| ------------------------ | ------------------- | ------------------- | -------- | -------- | --------- | --------- | -------- | -------- | ---- | ---- | --------- | --------- |
| Rot Weiss Ahlen II       | 2006–07             | Oberliga Westfalen  | 5        | 2        | —         | —         | —        | —        | —    | —    | 5         | 2         |
| Rot Weiss Ahlen II       | 2007–08             | Oberliga Westfalen  | 1        | 1        | —         | —         | —        | —        | —    | —    | 1         | 1         |
| Rot Weiss Ahlen II       | Tổng cộng           | Tổng cộng           | 6        | 3        | —         | —         | —        | —        | —    | —    | 6         | 3         |
| Rot Weiss Ahlen          | 2007–08             | Regionalliga Nord   | 16       | 1        | —         | —         | —        | —        | —    | —    | 16        | 1         |
| Rot Weiss Ahlen          | 2008–09             | 2. Bundesliga       | 27       | 4        | 1         | 0         | —        | —        | —    | —    | 28        | 4         |
| Rot Weiss Ahlen          | Tổng cộng           | Tổng cộng           | 43       | 5        | 1         | 0         | —        | —        | —    | —    | 44        | 5         |
| Borussia Mönchengladbach | 2009–10             | Bundesliga          | 33       | 8        | 2         | 0         | —        | —        | —    | —    | 35        | 8         |
| Borussia Mönchengladbach | 2010–11             | Bundesliga          | 32       | 10       | 3         | 1         | —        | —        | 2    | 1    | 37        | 12        |
| Borussia Mönchengladbach | 2011–12             | Bundesliga          | 32       | 18       | 5         | 3         | —        | —        | —    | —    | 37        | 21        |
| Borussia Mönchengladbach | Tổng cộng           | Tổng cộng           | 97       | 36       | 10        | 4         | —        | —        | 2    | 1    | 109       | 41        |
| Borussia Dortmund        | 2012–13             | Bundesliga          | 32       | 14       | 3         | 1         | 13       | 4        | 1    | 0    | 49        | 19        |
| Borussia Dortmund        | 2013–14             | Bundesliga          | 30       | 16       | 4         | 0         | 9        | 5        | 1    | 2    | 44        | 23        |
| Borussia Dortmund        | 2014–15             | Bundesliga          | 20       | 7        | 5         | 1         | 4        | 3        | 0    | 0    | 29        | 11        |
| Borussia Dortmund        | 2015–16             | Bundesliga          | 26       | 12       | 4         | 2         | 13       | 9        | —    | —    | 43        | 23        |
| Borussia Dortmund        | 2016–17             | Bundesliga          | 17       | 7        | 3         | 2         | 4        | 4        | 0    | 0    | 24        | 13        |
| Borussia Dortmund        | 2017–18             | Bundesliga          | 11       | 7        | 0         | 0         | 4        | 0        | 0    | 0    | 15        | 7         |
| Borussia Dortmund        | 2018–19             | Bundesliga          | 27       | 17       | 3         | 3         | 6        | 1        | —    | —    | 36        | 21        |
| Borussia Dortmund        | 2019–20             | Bundesliga          | 19       | 11       | 2         | 1         | 4        | 0        | 1    | 0    | 26        | 12        |
| Borussia Dortmund        | 2020–21             | Bundesliga          | 32       | 8        | 6         | 2         | 10       | 1        | 1    | 0    | 49        | 11        |
| Borussia Dortmund        | 2021–22             | Bundesliga          | 29       | 9        | 3         | 0         | 8        | 3        | 1    | 1    | 41        | 13        |
| Borussia Dortmund        | 2022–23             | Bundesliga          | 25       | 6        | 3         | 1         | 3        | 1        | —    | —    | 31        | 8         |
| Borussia Dortmund        | 2023–24             | Bundesliga          | 26       | 6        | 3         | 1         | 13       | 2        | —    | —    | 42        | 9         |
| Borussia Dortmund        | Tổng cộng           | Tổng cộng           | 294      | 120      | 39        | 14        | 91       | 33       | 5    | 3    | 429       | 170       |
| LA Galaxy                | 2024                | MLS                 | 6        | 1        | —         | —         | —        | —        | 5    | 0    | 11        | 1         |
| Tổng cộng sự nghiệp      | Tổng cộng sự nghiệp | Tổng cộng sự nghiệp | 446      | 165      | 50        | 18        | 91       | 33       | 12   | 4    | 599       | 220       |

1. ↑  Số lần ra sân tại play-offs lên hạng Bundesliga
2. 1 2 3 4 5 6 7 8 9  Số lần ra sân tại UEFA Champions League
3. 1 2 3 4 5  Ra sân tại DFL-Supercup
4. 1 2  Số lần ra sân tại UEFA Europa League
5. ↑  Sáu lần ra sân và ba bàn thắng tại UEFA Champions League, hai lần ra sân tại UEFA Europa League
6. ↑  Số lần ra sân tại MLS Cup playoffs

### Đội tuyển quốc gia
Tính đến 11 tháng 11 năm 2021
| Đội tuyển quốc gia | Năm       | Trận | Bàn |
| ------------------ | --------- | ---- | --- |
| Đức                | 2011      | 3    | 0   |
| Đức                | 2012      | 10   | 5   |
| Đức                | 2013      | 6    | 2   |
| Đức                | 2014      | 4    | 0   |
| Đức                | 2015      | 4    | 2   |
| Đức                | 2016      | 2    | 0   |
| Đức                | 2018      | 8    | 1   |
| Đức                | 2019      | 7    | 3   |
| Đức                | 2020      | 0    | 0   |
| Đức                | 2021      | 4    | 2   |
| Tổng cộng          | Tổng cộng | 48   | 15  |

### Bàn thắng quốc tế
| #  | Ngày                 | Địa điểm                                       | Đối thủ          | Bàn thắng | Kết quả | Giải đấu                 |
| -- | -------------------- | ---------------------------------------------- | ---------------- | --------- | ------- | ------------------------ |
| 1  | 27 tháng 5 năm 2012  | St. Jakob-Park, Basel, Thụy Sĩ                 | Thụy Sĩ          | 3–5       | 3–5     | Giao hữu                 |
| 2  | 22 tháng 6 năm 2012  | PGE Arena, Gdańsk, Ba Lan                      | Hy Lạp           | 3–1       | 4–2     | Euro 2012                |
| 3  | 11 tháng 9 năm 2012  | Sân vận động Ernst Happel, Vienna, Áo          | Áo               | 1–0       | 2–1     | Vòng loại World Cup 2014 |
| 4  | 12 tháng 10 năm 2012 | Sân vận động Aviva, Dublin, Ireland            | Cộng hòa Ireland | 1–0       | 6–1     | Vòng loại World Cup 2014 |
| 5  | 12 tháng 10 năm 2012 | Sân vận động Aviva, Dublin, Ireland            | Cộng hòa Ireland | 2–0       | 6–1     | Vòng loại World Cup 2014 |
| 6  | 26 tháng 3 năm 2013  | Frankenstadion, Nuremberg, Đức                 | Kazakhstan       | 1–0       | 4–1     | Vòng loại World Cup 2014 |
| 7  | 26 tháng 3 năm 2013  | Frankenstadion, Nuremberg, Đức                 | Kazakhstan       | 4–1       | 4–1     | Vòng loại World Cup 2014 |
| 8  | 25 tháng 3 năm 2015  | Sân vận động Fritz Walter, Kaiserslautern, Đức | Úc               | 1–0       | 2–2     | Giao hữu                 |
| 9  | 29 tháng 3 năm 2015  | Boris Paichadze Dinamo Arena, Tbilisi, Gruzia  | Gruzia           | 1–0       | 2–0     | Vòng loại Euro 2016      |
| 10 | 23 tháng 6 năm 2018  | Sân vận động Olympic Fisht, Sochi, Nga         | Thụy Điển        | 1–1       | 2–1     | World Cup 2018           |
| 11 | 8 tháng 6 năm 2019   | Borisov Arena, Barysaw, Belarus                | Belarus          | 2–0       | 2–0     | Vòng loại Euro 2020      |
| 12 | 11 tháng 6 năm 2019  | Opel Arena, Mainz, Đức                         | Estonia          | 1–0       | 8–0     | Vòng loại Euro 2020      |
| 13 | 11 tháng 6 năm 2019  | Opel Arena, Mainz, Đức                         | Estonia          | 5–0       | 8–0     | Vòng loại Euro 2020      |
| 14 | 5 tháng 9 năm 2021   | Mercedes-Benz Arena, Stuttgart, Đức            | Armenia          | 3–0       | 6–0     | Vòng loại World Cup 2022 |
| 15 | 11 tháng 11 năm 2021 | Volkswagen Arena, Wolfsburg, Đức               | Liechtenstein    | 4–0       | 9–0     | Vòng loại World Cup 2022 |

## Danh hiệu
Rot Weiss Ahlen
- Regionalliga: 2007–08

Borussia Dortmund
- DFB-Pokal: 2016–17, 2020–21
- DFL-Supercup: 2013, 2019
- UEFA Champions League á quân: 2012–13, 2023–24[11]

LA Galaxy
- MLS Cup: 2024[12]
- Western Conference (MLS): 2024

### Cá nhân
- Đội hình tiêu biểu của Bundesliga: 2011–12, 2012–13, 2013–14, 2014–15, 2015–16, 2018–19
- Đội hình của năm của UEFA: 2013
- Cầu thủ xuất sắc nhất Bundesliga: 2011–12, 2013–14, 2018–19
- Cầu thủ xuất sắc nhất năm ở Đức: 2012, 2019
- Cầu thủ xuất sắc nhất của đội tuyển quốc gia Đức: 2018
- Cầu thủ xuất sắc nhất năm của Borussia Dortmund: 2013-14
- Cầu thủ xuất sắc nhất tháng của Bundesliga: Tháng 9 năm 2018, tháng 11 năm 2018, tháng 12 năm 2018